# اندر دري (غوغر)
اندر دري (بالفارسية: اندردری) هي قرية تقع في إيران في قسم غوغر الريفي. يقدر عدد سكانها بـ 14 نسمة بحسب إحصاء 2016.